# دریاچه کدو
دریاچه کدو (به انگلیسی: Lake Caddo) یکی از دریاچه‌های آب شیرین واقع در تگزاس است.

## نگارخانه

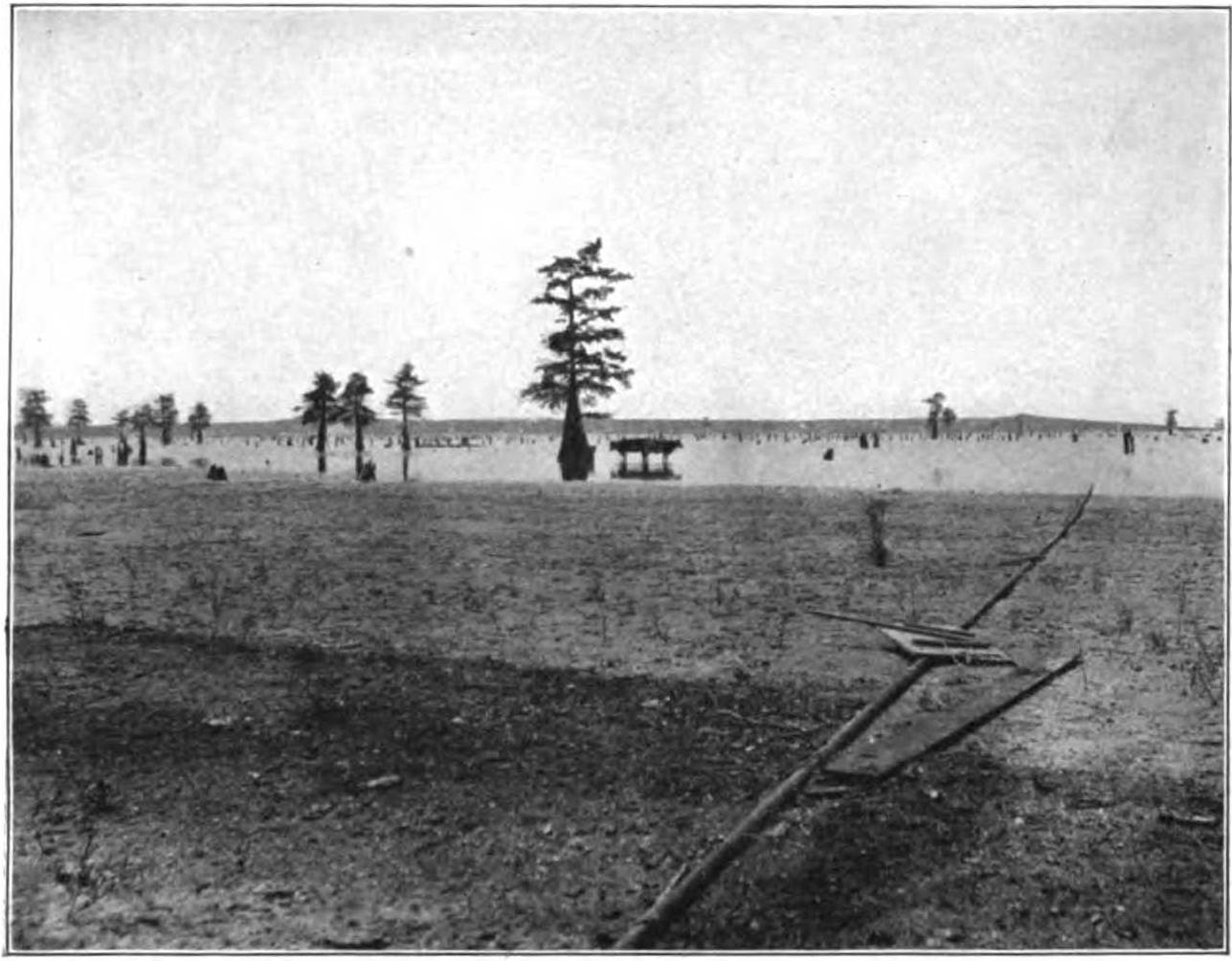
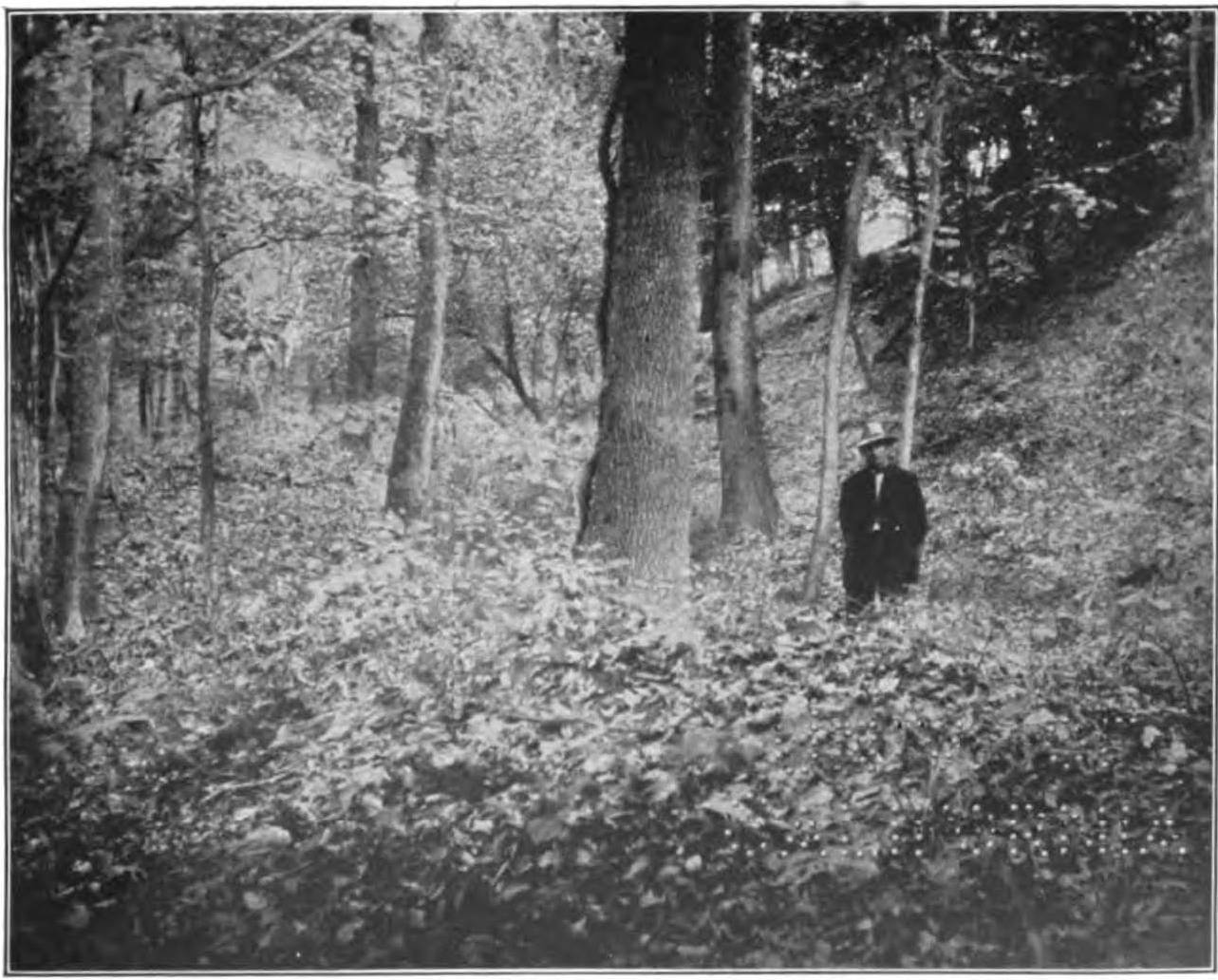
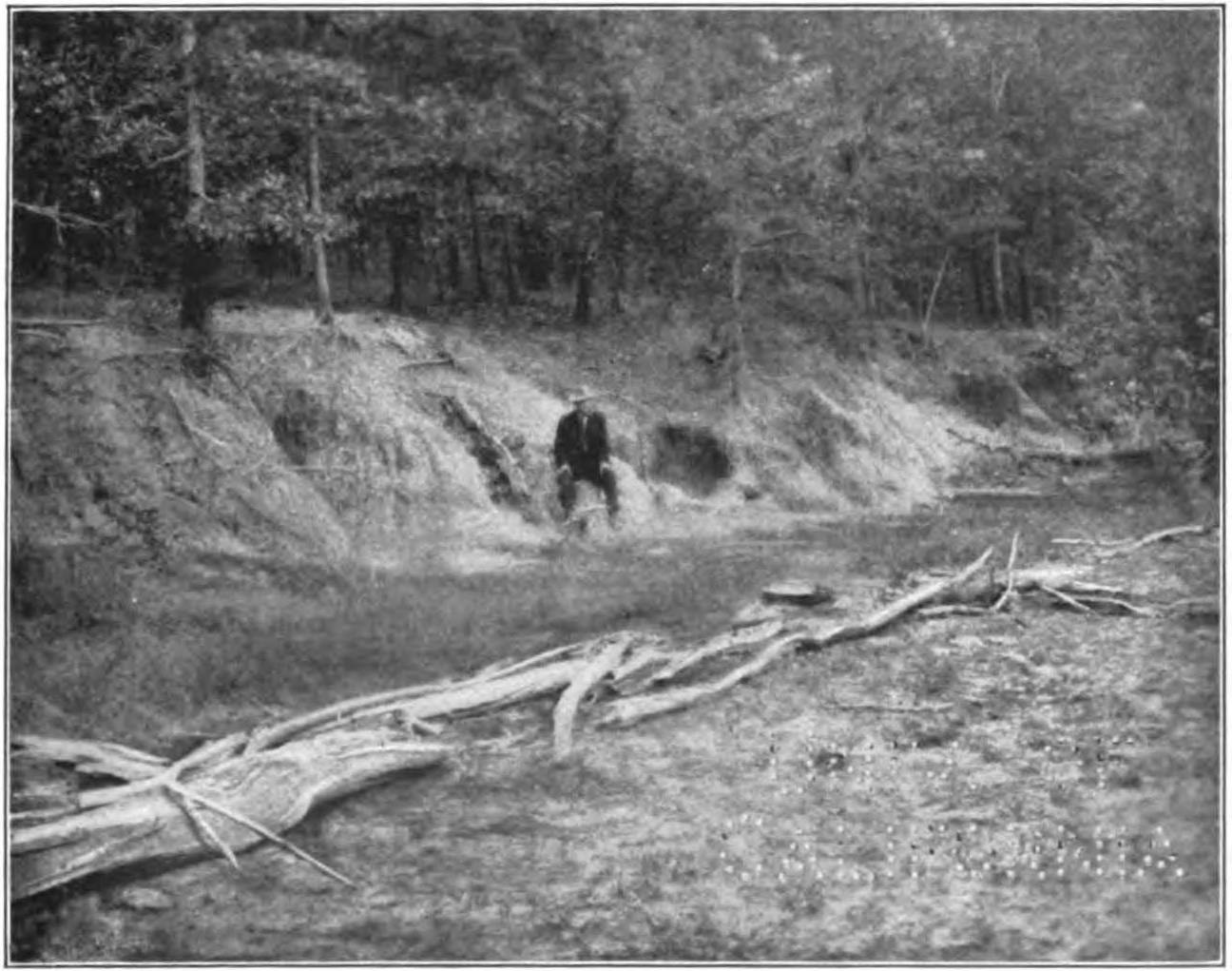
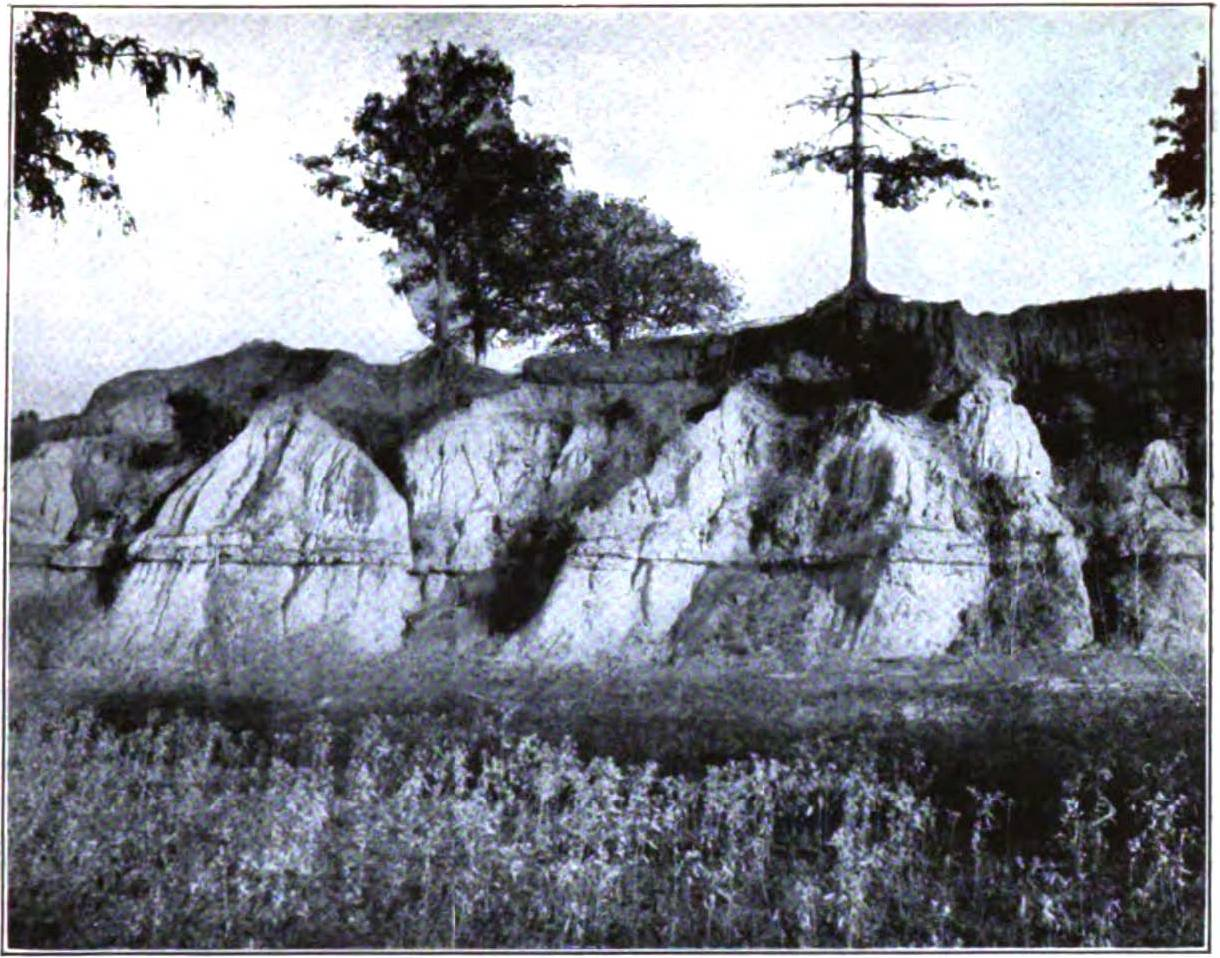